# Огненият пръстен: Революция
„Огненият пръстен: Революция“ (на английски: Pacific Rim: Uprising) е щатски научнофантастичен чудовищен филм от 2018 г. на режисьора Стивън С. ДеНайт (в дебюта му в режисурата и сценария), който е съсценарист със Емили Кармайкъл, Кира Снайдър и Т. С. Наулин. Това е продължение на филма „Огненият пръстен“ (2013) и вторият филм от едноименната поредица, с режисьора на оригинала Гийермо дел Торо, служи като продуцент. „Леджендари Пикчърс“ продуцира филма заедно със „Дабъл Дер Ю Продъкшънс“. Във продължението участват Джон Бойега (който също дебютира като продуцент), както и Скот Истууд, Кейли Спейни, Джинг Тиен, Ейдрия Арджона и Джан Дзъи, докато Ринко Кикучи, Чарли Дей и Бърн Горман се завръщат от оригиналния филм.
Снимките започват през ноември 2016 г. в Австралия. Световната премиера на филма се проведе на „Вю Вест Енд“ на 15 март 2018 г., и е пуснат в Съединените щати на 23 март 2018 г. от „Юнивърсъл Пикчърс“ (за разлика от предшественика си, който е пуснат от „Уорнър Брос Пикчърс“).